# Udot
Udot est une île des États fédérés de Micronésie situé dans le lagon des îles Truk. Elle constitue une municipalité du district de Faichuk de l'État de Chuuk.